# Aiulf (władca Swebów)
Aiulf znany też jako Agiwulf (nieznana data narodzin, zmarł w 457 roku) był władcą przynajmniej części swebskich terytoriów na Półwyspie Iberyjskim. Jego panowanie jest jednak bardzo niejasne, a źródła podają sprzeczne informacje. 
W 456 roku król wizygocki Teodoryk II, na prośbę cesarza rzymskiego, wyprawił się na królestwo Swebów. W bitwie nad rzeką Órbigo rozbił wojska Rechiara po czym złupił Bragę, siedzibę króla. Rechiar wpadł w ręce Teodoryka II, gdy próbował uciekać z Porto, po czym został ścięty. Wizygoci w czasie tej kampanii w zasadzie rozbili państwo Swebów. 
Według Hydacjusza po złupieniu Bragii i egzekucji Rechiara, Teodoryk na czele swojej armii ruszył na południe. Wówczas jeden z wizygockich dowóców, Aiulf, zbuntował się i zbiegł do Galicji z częścią oddziałów, mając w planach ogłoszenie się samodzielnym władcą.
Jordanes podaje natomiast, że Aiulf był jednym z ważniejszych dostojników i wodzów na dworze Teodoryka i król mianował go namiestnikiem terenów, które zdobył w wyniku kampanii z 456 roku. Aiulf szybko nawiązał kontakty ze Swebami i pod ich wpływem miał się zbuntować i ogłosić królem. W 457 roku Wizygoci mieli wyprawić się na buntownika i po zwycięskich walkach zabić go. 
Według współczesnych historyków Jordanes jest mniej wiarygodny od Hydacjusza, przede wszystkim dlatego, że Hydatiusz żył na terenie Galicji w opisywanych przez siebie czasach. Jordanes natomiast żył daleko na wschodzie i tworzył niemal sto lat po opisywanych wydarzeniach. Jordanes pisał też "na chwałę" Gotów i prawdopodobnie dlatego wplótł do swojej relacji zdradzieckich Swebów, którzy namówili Aiulfa do buntu. 
Aiulf bywa identyfikowany z niejakim Agiulfem, który w 448 roku zabił przetrzymywanego przez Swebów od ośmiu lat legata cesarskiego Cenzoriusza. Wydaje się to jednak nieprawdopodobne. Po śmierci Aiulfa nastąpił okres uzurpacji i nieomal rozpadu państwa Swebów na dwie części.